# 高月彩良
高月 彩良（たかつき さら、1997年〈平成9年〉8月10日 - ）は、日本の女優。愛称は、つっきー。
神奈川県出身。スウィートパワー所属。

## 略歴
2008年7月、地元でスイミングスクールに向かう途中にスカウトされ、スウィートパワーに所属し芸能界入り。スカウトされるまでは芸能界に興味がなかったという。同年9月、ネットドラマ『TSC東京ガール』で女優デビュー。2009年8月、テレビドラマ『オトメン』で主人公の少年時代役に抜擢。同年10月、bump.y結成。2010年8月25日、bump.yのシングル「voice」にてメジャーデビュー。
2011年4月、『新説・天一坊騒動』で舞台初出演。2012年12月、オーディションにより1,000人の候補者中から舞台『BASARA』の主演に抜擢される。高月にとって舞台で主演を務めるのはこれが初となる。
2014年6月30日、bump.yを卒業。同年7月公開のアニメ映画『思い出のマーニー』で主人公・佐々木杏奈の声優を務める。
2015年、『人狼ゲーム クレイジーフォックス』で映画初主演。
2024年12月13日から上演の舞台『呪術廻戦 0 WITH LIVE BAND』への出演が予定されていたが、持病の椎間板ヘルニアを発症し出演見合わせ。代役は武田莉奈。

## 人物
- 特技は、水泳。趣味はピアノ、音楽鑑賞など[1]。また、ギターを弾くのも楽しみの一つ[3]とのこと。
- 好きな食べ物は、お寿司[1]。
- 5歳年下の弟が一人いる[9]。
- 視力は悪く、普段は眼鏡をかけている[10]。人前ではコンタクトレンズをつけるが、緊張しそうな日は裸眼[11]。
- 好きな漫画として咲坂伊緒『ストロボ・エッジ』（集英社『別冊マーガレット』）を挙げている[12][13]。

## 出演

### テレビドラマ
- TSC東京ガール（2008年10月26日 - 12月、BS-i） - 見城咲耶 役[14]
- オトメン（乙男）〜夏〜（2009年8月1日 - 9月26日、フジテレビ） - 正宗飛鳥（幼少期） 役
  - オトメン（乙男）〜秋〜（2009年10月13日 - 11月3日）
- 小公女セイラ（2009年10月17日 - 12月19日、TBS） - 朝比奈真琴 役
- 怪談新耳袋 百物語（2010年5月2日、BS-TBS）
- 逃亡弁護士（2010年7月6日 - 9月14日、フジテレビ） - 南優希 役
- 最上の命医 第3話（2011年1月24日、テレビ東京） - 佐和なすか 役
- ブラックボード〜時代と戦った教師たち〜 第2夜（2012年4月6日、TBS） - 山本光江 役
- GTO（2012年7月3日 - 9月11日、関西テレビ） - 桑江遥 役
  - 秋も鬼暴れスペシャル（2012年10月2日）
  - 正月スペシャル! 冬休みも熱血授業だ（2013年1月2日）
  - 完結編〜さらば鬼塚! 卒業スペシャル〜（2013年4月2日）
- 都市伝説の女 Part2（2013年10月11日 - 11月22日 、テレビ朝日） - 浜中彩乃 役
- 福家警部補の挨拶 第6話（2014年2月18日、フジテレビ） - 吉野利香 役
- ブラック・プレジデント（2014年4月8日 - 6月17日、関西テレビ） - 松村夏美 役
- 地獄先生ぬ〜べ〜（2014年10月11日 - 12月13日、日本テレビ） - 菊池静 役[15]
- 五つ星ツーリスト〜最高の旅、ご案内します!!〜（2015年1月8日 - 3月26日、読売テレビ） - 沢村紅葉 役[16]
- 2030 かなたの家族（2015年9月26日、NHK総合） - ハナ 役
- 黒崎くんの言いなりになんてならない（2015年12月22日・23日、日本テレビ） - 芦川芽衣子 役
- 松本清張スペシャル かげろう絵図（2016年4月8日、フジテレビ） - お多喜の方 役[17][18]
- 重版出来! 第4話 - 第6話・第10話（2016年5月3日 - 17日・6月14日、TBS） - 東江絹 役[19]
- 時をかける少女 第2話（2016年7月16日 、日本テレビ）- 松山実穂（ミホ） 役[20]
- 石川五右衛門（2016年10月14日 - 12月2日、テレビ東京） - 堅田の小雀 役[21]
- 嫌われる勇気 第3話（2017年1月26日、フジテレビ） - 仁科恵 役[22]
- 大阪環状線 ひと駅ごとの愛物語 - Part2 〜桜ノ宮編〜 （2017年2月1日、関西テレビ） - 江波夕輝 役[23]
- 銀と金 第7話 - 第9話（2017年2月18日 - 3月4日、テレビ東京） - 伊藤美緒 役[24]
- 増山超能力師事務所 第11話（2017年3月16日、日本テレビ） - 千秋 役[25]
- 脳にスマホが埋められた! 第9話（2017年8月31日、日本テレビ） - 朝比奈 役[26]
- 片想い 第1話・第2話・第4話（2017年10月21日・28日・11月11日、WOWOW） - 末永睦美 役[27]
- 今からあなたを脅迫します 第2話（2017年10月29日、日本テレビ） - ERu 役[28]
- 居酒屋ぼったくり（2018年4月14日 - 6月23日、BS12 トゥエルビ） - 馨 役[29]
- ミューブ♪〜秘密の歌園〜（2018年4月17日 - 6月19日、メ〜テレ） - 大鶴詠美（エイミー） 役[30]
- 黒い画集〜証言〜（2020年5月9日、NHK BSプレミアム） - 杉山沙紀 役
- 13 (サーティーン) （2020年8月1日 - 22日、東海テレビ、FCC） - 松岡ミサ 役[31]
- 私たちはどうかしている 第4話・第5話（2020年9月2日・9日、日本テレビ） - 松原美鈴 役
- 教場II（2021年1月3日・4日、フジテレビ） - 堂本真矢 役[32]
- 星になりたかった君と（2021年1月4日・5日、日本テレビ） - 琴坂詩織 役
- トーキョー製麺所（2021年9月8日 - 10月13日、MBS・TBS「ドラマイズム」） - 黒石佐江 役
- 必殺仕事人（2022年1月9日、ABCテレビ・テレビ朝日） - 美代 役[33]
- 真夜中にハロー! 第3話（2022年1月28日、テレビ東京） - 吉野あやめ 役[34]
- この花咲くや（2022年3月16日、NHK BSプレミアム） - 木下茜 役
- 就活タイムカプセル（2022年3月27日、TBS） - 磯貝真美子 役[35]
- 未来への10カウント（2022年4月14日 - 6月9日、テレビ朝日） - 梅田涼子 役
- さらば、佳き日（2023年6月12日 - 7月31日、テレビ東京） - 岡田敦子 役[36]
- ギフテッド Season1（2023年8月12日 - 10月1日、フジテレビ） - 長曽我部新 役[37]
- いちばんすきな花 最終話（2023年12月21日、フジテレビ） - 村山咲 役

### 映画
- よるのくちぶえ（2009年3月27日） - 内田カナ 役[注 1]
- ジョーカーゲーム（2012年12月22日） - 大野香奈 役[39][40]
  - ジョーカーゲーム 脱出（2013年8月17日）[注 2]
- GOGO♂イケメン5（2013年7月6日） - 佐古田リマ 役
- 男子高校生の日常（2013年10月12日） - タダクニの妹 役[41][42]
- 僕は友達が少ない（2014年2月1日） - 楠幸村 役[43]
- ストレイヤーズ・クロニクル（2015年6月27日） - 静 役[44]
- 五つ星ツーリスト THE MOVIE 〜究極の京都旅、ご案内します!!〜（2015年11月7日） - 沢村紅葉 役[45]
- 人狼ゲーム クレイジーフォックス（2015年12月5日） - 主演・森井あやか 役[46][47]
- 黒崎くんの言いなりになんてならない（2016年2月27日） - 芦川芽衣子 役[48]
- 翔んで埼玉（2019年2月22日） - 高月貴子 役
- L♥DK ひとつ屋根の下、「スキ」がふたつ。（2019年3月21日） - 渋谷萌 役[49]
- 水上のフライト（2020年11月13日） - 村上みちる 役[50]
- モエカレはオレンジ色（2022年7月8日） - 四宮花純 役
- ラストターン 福山健二71歳、二度目の青春（2024年5月10日） - ヒロイン・岸本香里 役[51][52]

### 劇場アニメ
- 思い出のマーニー（2014年7月19日） - 佐々木杏奈 役[53]

### バラエティ
- 痛快TV スカッとジャパン（フジテレビ）
  - 胸キュンスカッと 初恋相手は「憧れの先輩」（2015年11月30日） - 朝田夏美 役
  - 胸キュンスカッと 恋だと気づいた卒業式（2016年3月21日） - 吉岡千鶴 役
  - 学生時代の思い出スカッと あの子はエース（2016年10月17日） - 橘優愛 役
  - 胸キュンスカッと いじめられっ子の初恋（2018年5月21日） - 菊池理帆 役
  - イヤミ課長 女性社員を見下す課長（2019年1月21日） - 浅田恵 役
  - 言ってやったスカッと 大声で電話する関西弁の迷惑男（2019年4月15日） - 丸尾奈美 役
  - ハンサムウーマン 上から目線の高学歴男 vs ハンサム新人社員（2019年6月3日） - 高島五月 役
  - 強〜い女がビシっと解決SP 人の容姿をバカにする男（2020年1月27日） - 佐藤璃子 役

### コント
- 新しいカギ (2021年1月3日・4月23日 - 、フジテレビ） - 準レギュラー

### ラジオドラマ
- FMシアター（NHK-FM）
  - 「おきらく極楽」（2016年3月12日） - 高梨里菜 役[54]
  - 「大工」（2018年7月28日）[55]
  - 「いざ行かむ 短歌甲子園へ」（2018年9月22日） - 瑞希 役[56]
- 青春アドベンチャー（NHK-FM）
  - アゴラ６９ ～僕らの詩（うた）～（2021年4月5日 - 16日） - 高橋マキ 役[57]

### CM
- 東京メトロ TOKYO WONDERGROUND（2011年5月 - 11月）

### 舞台
- 新説・天一坊騒動（2011年4月7日 - 28日、明治座） - 千代 役
- BASARA（2012年12月12日 - 16日、全労済ホールスペース・ゼロ） - 主演・更紗 役
  - BASARA 第2章（2014年1月9日 - 14日、シアター1010）
- 広島に原爆を落とす日（2013年12月4日 - 8日、俳優座劇場） - ビアンカ 役[58]
- 朗読劇 私の頭の中の消しゴム - 瀬田（高原）薫 役
  - 9th Letter（2017年8月17日・20日、サンシャイン劇場）[59]
  - 10th letter（2018年5月2日、よみうり大手町ホール / 5月12日、サンケイホールブリーゼ）[60]
- 朗読劇 ぼくは明日、昨日のきみとデートする
  - （2018年8月24日、オルタナティブシアター）[61]
  - （2019年3月15日、オルタナティブシアター）[62]
- 忘れてもらえないの歌（2019年10月15日 - 10月30日、TBS赤坂ACTシアター / 11月4日 - 11月10日、オリックス劇場）- コオロギ 役
- 朗読劇 シスター（2020年7月16日 - 22日、配信）- 姉 役
- 音楽劇 星の飛行士（2021年1月6日 - 17日、サンシャイン劇場 / 1月27日 - 31日、梅田芸術劇場）
- 少女文學演劇 雨の塔（2021年3月19日 - 21日、新国立劇場）- 矢咲実 役
- This is a お感情博士!（2021年6月4日 - 13日、俳優座劇場）- ヒロイン・愛菜30685 役
- 呪術廻戦（2022年7月15日 - 31日、天王洲 銀河劇場 / 8月7日 - 14日、メルパルク大阪） - 禪院真希 役[63]
  - 呪術廻戦 -京都姉妹校交流会・起首雷同-（2023年12月15日 - 2024年1月14、東京都・兵庫県）[64][65]
  - 呪術廻戦 0 WITH LIVE BAND（2024年12月13日 - 29日、天王洲 銀河劇場 / 2025年1月18日 - 19日〈予定〉、SkyシアターMBS）[66]
    - 2024年12月13日からの公演に出演が予定されていたが、持病の椎間板ヘルニアを発症し出演見合わせ。代役は武田莉奈[8]。
- 「進撃の巨人」-the Musical-（2023年1月7日 - 9日、オリックス劇場 / 1月14日 - 24日、日本青年館ホール） - ミカサ・アッカーマン 役[67]
  - ATTACK on TITAN: The Musical（2024年10月11日 - 13日、New York City Center）[68]
- LOSERVILLE（英語版）（2023年3月5日 - 22日、新橋演舞場 / 4月26日 - 30日、御園座）- ホリー・マンソン 役[69]
- 燕のいる駅-ツバメノイルエキ-（2023年9月23日 - 10月8日、紀伊國屋ホール / 10月14日、松下IMPホール） - 下河辺友紀 役[70]

### ドキュメンタリー
- 静岡流 ふるさとの未来をつくる〜みかんの里 F級グルメ甲子園〜（2014年12月5日、NHK総合[注 3]） - ナレーション
- 和び旅 鎌倉（2017年7月1日 - 29日、日本テレビ） - 旅人
- ザ・ドキュメント 家族になる−茗荷村と夜空の君と−（2017年08月19日、関西テレビ） - ナレーション

### 配信ドラマ
- TSC東京ガール（2008年9月30日、THE SCARY CITY） - 見城咲耶 役[14]
- 東京ヴァンパイアホテル 第2話（2017年6月16日 - 、Amazonプライム・ビデオ） - M 役
- 不完全不倫 第5話（2025年7月30日 - 、TVer） - 双葉 役[71]

### MV
- 青柳翔 「Snow!」（2017年11月12日 - ）

### モデル
- EASTBOY 2012春夏コレクションカタログ モデル
- Girls Award
  - GirlsAward 2012 SPRING/SUMMER （2012年5月26日、国立代々木第一体育館）
  - GirlsAward 2013 SPRING/SUMMER （2013年3月23日、国立代々木第一体育館）
  - GirlsAward 2017 SPRING/SUMMER （2017年5月3日、国立代々木第一体育館）
  - GirlsAward 2017 AUTUMN/WINTER （2017年9月16日、幕張メッセ）
- 東京ガールズコレクション
  - TGC KITAKYUSHU2015 by TOKYO GIRLS COLLECTION（2015年10月17日、西日本総合展示場)
  - TOKYO GIRLS COLLECTION 2017 SPRING/SUMMER（2017年3月25日、国立代々木第一体育館）
- 第48回衆議院議員総選挙 ポスター（2017年、神奈川県選挙管理委員会）[72]

## 書籍

### 写真集
- 1st写真集『16』（2013年8月10日、ワニブックス）ISBN 978-4-8470-4568-4

### カレンダー
- 高月彩良2014年カレンダー（2013年10月16日、TRY-X）ASIN B00E6KXX4K
- 高月彩良2015年カレンダー（2014年10月15日、TRY-X）ASIN B00MEF8XK8

### ムック
- B.L.T.U-17 Vol.12 Sizzleful Girl 2009 Autumn（2009年11月5日、東京ニュース通信社）ISBN 978-4-86336-073-0
- B.L.T.U-17 Vol.13 Sizzleful Girl 2009 winter（2010年2月5日、東京ニュース通信社）ISBN 978-4-86336-081-5
- Graduation-中学卒業-（2013年2月27日、東京ニュース通信社） ISBN 978-4-86336-291-8

### 関連書籍
- 60年代 郷愁の東京（2010年5月21日、主婦の友社） ISBN 978-4-07-270343-4